# Maram al-Masri

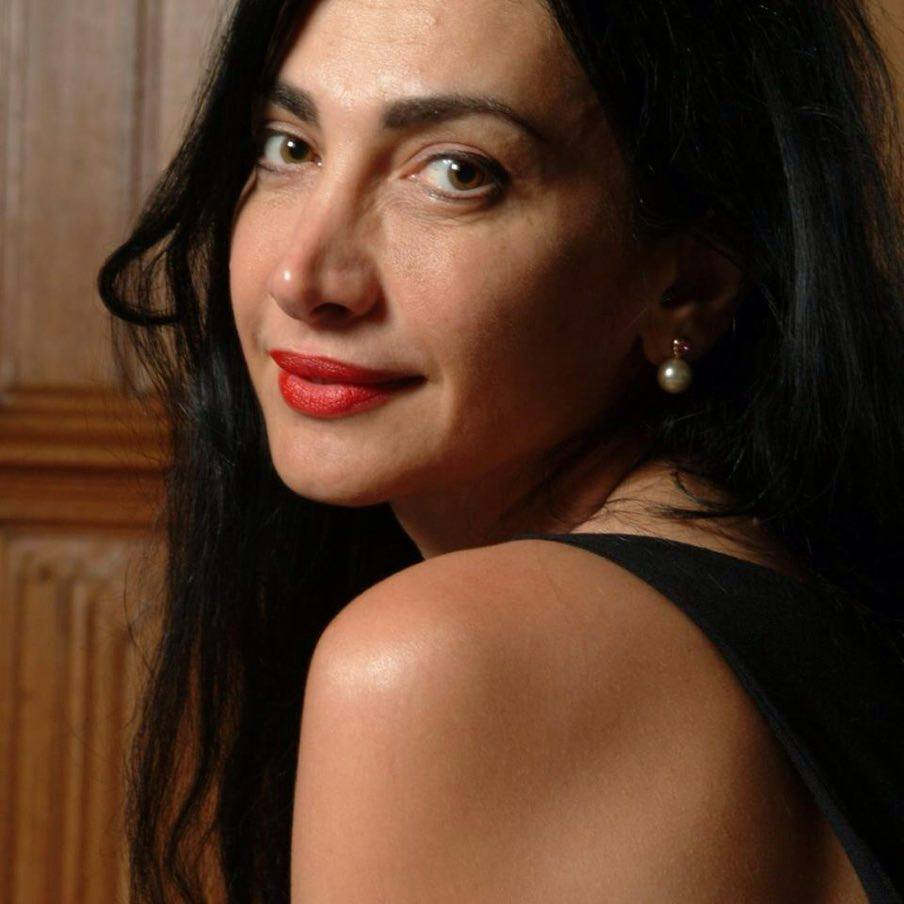
Maram al-Masri

Maram al-Masri, nata "Massri" (مرام المصري; Lattakia, 2 agosto 1962), è una poetessa e scrittrice siriana, vive a Parigi dal 1982.

## Biografia
Maram al-Masri è autrice delle seguenti raccolte di poesie:
- Je te menace d'une colombe blanche in Habitante de la Terre (Damasco, ed. Ministero dell'Educazione, 1984)
- Cerise rouge sur un carrelage blanc (Luxembourg, ed. Phi, 2003)
- Doux leurre (Toulouse, ed. L'aile Editions, 2004)
- Je te regarde (Neuilly, ed. Al Manar, 2007).
- Je te menace d'une colombe blanche (Paris, ed. Seghers, 2008)
- Les lances du rêve (Nîmes, ed. de la Margeride, 2009)

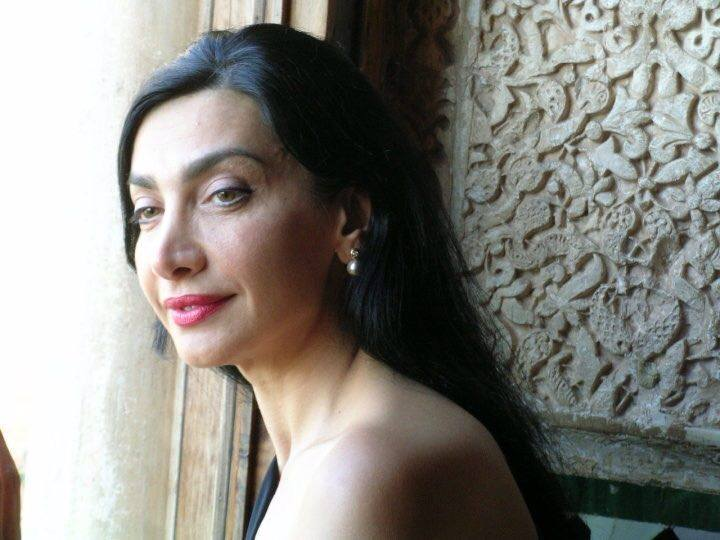
Maram al-Masri

- Maram al-MasriLes âmes aux pieds nus (Paris, ed. Le Temps des cerises, 2009)
- Poussières de caravane (Lille-Wazemmes, ed. Nuit myrtide, 2009)
- Le retour de Wallada (Neuilly, ed. Al Manar, 2010)
- Par la fontaine de ma bouche (Paris, ed. Bruno Doucey, 2011)
- La robe froissée (Paris, ed. Bruno Doucey, 2012)
- Femmes poètes du monde arabe - Anthologie (Montreuil, ed. Le Temps des cerises, 2012)
- Elle va nue la liberté (Paris, ed. Bruno Doucey, 2013)
- L'amour au temps de l'insurrection et de la guerre - Anthologie (Montreuil, ed. Le Temps des cerises, 2014)
- Le rapt (Paris, ed. Bruno Doucey, 2015)
- Le temps de l'amour (Cormons, ed. Culturaglobale, 2015).

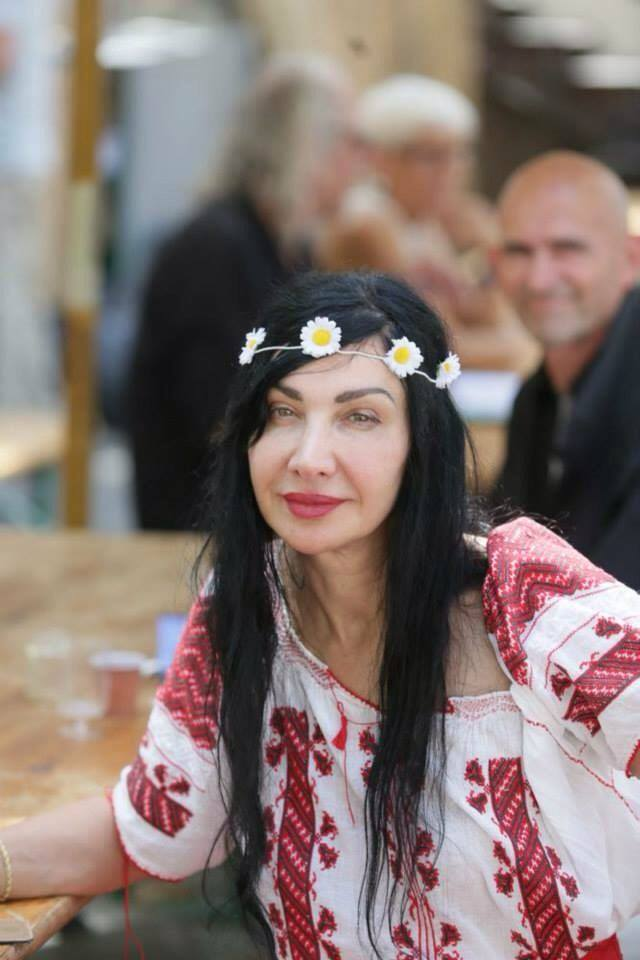

Il suo stile poetico non si può facilmente inquadrare in una ben precisa corrente letteraria, occidentale o araba. Nello stesso tempo, sembra che abbia fatto scuola tra molte giovani poetesse arabe.
La sua è una poesia d'amore di tipo intimistico, libera nel verso e nella metrica, la cui originalità consiste nella resa, in pochi versi, di immagini poetiche pregnanti e d'effetto, e nella frequente ricerca del verso finale "a sorpresa", ironico o straniante.
Le definizioni di poetessa della naïveté e di poesia di myricae si inseriscono in riferimento al linguaggio usato che risulta, a una prima lettura, ingenuo, scarno e infantile, ma in realtà frutto proprio di quest'attenta ricerca dell'immagine poetica essenziale, racchiusa in poche battute fulminee. Gesti e oggetti quotidiani vengono semantizzati, umanizzati e caricati di forti significati: dal cappotto al bottone, la finestra, la bambola, le caramelle e le bolle di sapone.
Per via della brevità di alcune poesie, scritte come se fossero frammenti, e del loro contenuto amoroso, Guy Bennett ha avuto l'impressione che richiamassero fortemente la poesia di Saffo, per questa tendenza a focalizzarsi su una singola idea o azione.
Queste considerazioni valgono in generale, perché, a un'analisi più approfondita delle sue opere, si ricavano anche altri temi, oltre l'amore, che hanno sempre un sapore autobiografico, come: la solitudine dell'immigrato (la poetessa è di origini siriane ma trapiantata in Francia), la nostalgia della propria terra e la libertà della donna. Cambiando le tematiche, cambia anche il linguaggio che diventa più descrittivo e ornato.
I suoi libri sono stati tradotti in italiano, inglese, francese, corso, serbo-croato, maltese e spagnolo. In Spagna, Te miro è rimasto per un mese tra i primi dieci libri di poesia più venduti. Ha scritto anche dei racconti pubblicati in riviste letterarie arabe ed europee. Alcune sue poesie sono state inserite in recenti antologie di poeti arabi contemporanei.

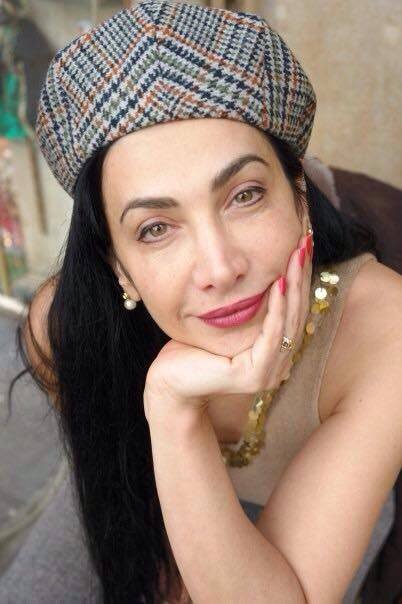

## Giudizi critici
Giudizi critici positivi sono stati espressi da Adunis e da Michael Binyon.

## Opere

### Edizioni in arabo
Edizioni in arabo dei libri di Maram al-Masri:
- مرام المصري, منذر المصري, محمّد سيدة, أنذرتك بحمامة بيضاء, دمشق, عن الوزارة السورية للتربية والتعليم, ١۹۸٤ (al-Masri Maram, al-Masri Monzer{{cita testo|url=http://www.ahewar.org/debat/show.art.asp?aid=34033],|titolo=[[Sayyida Muhammad}}]], Ti minaccio con una colomba bianca, Damasco, ed. Ministero dell'Educazione, 1984)
- مرام المصري, كرزة حمراء على بلاط ابيض, تونس, دار تبر الزمان, ١۹۹٧ (al-Masri Maram, Ciliegia rossa su piastrella bianca, Tunisi, ed. L'or du temps, 1997)
- مرام المصري, أنظر إليك, بيروت, شركة المطبوعات للتوزيع والنشر, ٢٠٠٠ (al-Masri Maram, Ti guardo, Beirut, ed. La società della stampa per la distribuzione e la pubblicazione, 2000)

### Edizioni tradotte

#### Edizioni in lingua spagnola
- al-Masri Maram, Cereza roja sobre losas blancas (traduzione spagnola di Rafael Ortega, bilingue arabo-spagnolo), Granada, Editorial, collana “Lancelot”, 2002[3]
- al-Masri Maram, Te miro (traduzione spagnola di Rafael Ortega, bilingue arabo-spagnolo), Murcia, ed. Lancelot, 2005[4]
- al-Masri Maram, El retorno (traduzione spagnola di Rafael Ortega), Granada, ed. Universidad de Granada, 2007

#### Edizioni in lingua francese
- al-Masri Maram, Cerise rouge sur carrelage blanc, trad. fr.  (traduzione francese di François-Michel Durazzo), Esch-sur-Alzette (Lussemburgo), editions Phi/Trois-Rivières (Québec), ed. Écrits des Forges, 2003, 2007 (seconda edizione).
- al-Masri Maram, Je te regarde (traduzione francese di Touria Ikbal, bilingue arabo-francese), Rabat, ed. Marsam, 2003.
- al-Masri Maram, Doux Leurre (poesie scelte e tradotte in francese da Najeh Jegham in collaborazione con l'autrice, traduzione rivista da Miloud Gharrafi), Toulouse, L'aile éditions, 2004.
- al-Masri Maram, Je te regarde (nuova traduzione di François-Michel Durazzo in collaborazione con l'autrice), Neuilly-sur-Seine, ed. Al Manar, 2007.
- al-Masri Maram (poesie di), Youssef Abdelké (disegni di), Je te regarde, Neuilly-sur-Seine, ed. Al Manar, 2007.
- al-Masri Maram, Je te menace d'une colombe blanche (traduzione in francese di François-Michel Durazzo), Editions Seghers], collana “Autour Du Monde”, settembre 2008[5].
- al-Masri Maram (poesie di), Héléni Fistili (postfazione di), Khadija Nahar (qualche parola di), Les Âmes aux pieds nus, ed. Le Temps des cerises, 2009.

#### Edizioni in lingua inglese
- al-Massri Maram, A red cherry on a white-tiled floor: selected poems, trad. ing. di Khaled Mattawa, bilingue arabo-inglese, Tarset, Bloodaxe Books, 2004
- al-Masri Maram, A Red Cherry on a White-Tiled Floor: Selected Poems (traduzione inglese di Khaled Mattawa), Copper Canyon Press, 2007[6]
- al-Masri Maram, Barefoot souls, traduzione inglese dal francese di Theo Dorgan, Arc Publications, Cork,  2015

#### Edizioni in lingua italiana
- al-Masri Maram, Ciliegia rossa su piastrelle bianche  (traduzione in italiano di François-Michel Durazzo, bilingue arabo-italiano), Genova, ed.  Liberodiscrivere, 2005[7]
- al-Masri Maram, Ti minaccio con una colomba bianca (traduzione in italiano di Bianca Carlino), Liberodiscrivere edizioni, collana “Libero di stile”, ottobre 2008[8]
- al-Masri Maram, Ti guardo (traduzione dall'arabo di Marianna Salvioli), Multimedia Edizioni / Casa della poesia, 2009
- al-Masri Maram, Anime scalze (traduzione italiana dal francese di Raffaella Marzano), Multimedia Edizioni / Casa della poesia,  Baronissi, 2011
- al-Masri Maram (con Monica Maggi), Sedici Nodi, poesia, prefazione di Vincenzo Mascolo, con una nota di Dona Amati, FusibiliaLibri, Anzio, 2013.
- al-Masri Maram, Arriva nuda la libertà (traduzione dall'arabo di Bianca Carlino), Multimedia Edizioni, Salerno, 2014
- al-Masri Maram, Il tempo dell'amore  (traduzione italiana di Luana Fabiano), Edizioni Culturaglobale, collana "100", Cormons, 2015
- al-Masri Maram, Lontananza (traduzione italiana dal francese di Marie-Claude Paoli), Medinova, Favara, maggio 2016.

#### Altre lingue
- al-Masri Maram, Chjarasgia rossa è pavimentu biancu (traduzione in corso di Ghjacumu Thiers), Ajaccio, ed.Albiana, 2003[9]
- al-Masri Maram, Crvene trešnje na bijelim pločicama (traduzione in lingua serba di David Šipovski), Zadužbina “Petar Kočić”, Banja Luka – Belgrado, 2006
- al-Masri Maram, Taknisya zeggaghen ghef waggens amellal (traduzione in lingua masira di Brahim Tazaghart), Béjaïa, ed. Tira, marzo 2008

## Premi letterari
- 1998, Parigi, Premio Adonis del Forum Culturale Libanese
- 2007, Calopezzati (CS), premio letterario Città di Calopezzati per la sezione Poesia Mediterranea
- 2007, Parigi, borsa Poncetton della Société des gens de lettres
- 2012, Pescara, premio internazionale NordSud di Letteratura e Scienze della Fondazione Pescarabruzzo per la sezione Poesia
- 2013, Prix International de poésie Antonio Viccaro
- 2015, Roma, Premio Laurentum Dante Alighieri per la sezione "Poesia "